# Braunrücken-Spottdrossel
Die Braunrücken-Spottdrossel (Mimus dorsalis) ist eine Vogelart aus der Familie der Spottdrosseln (Mimidae). Diese Art hat ein großes Verbreitungsgebiet, das sich auf die Länder Bolivien, Argentinien und Chile beschränkt. Der Bestand wird von der IUCN als nicht gefährdet (Least Concern) eingeschätzt.

## Merkmale

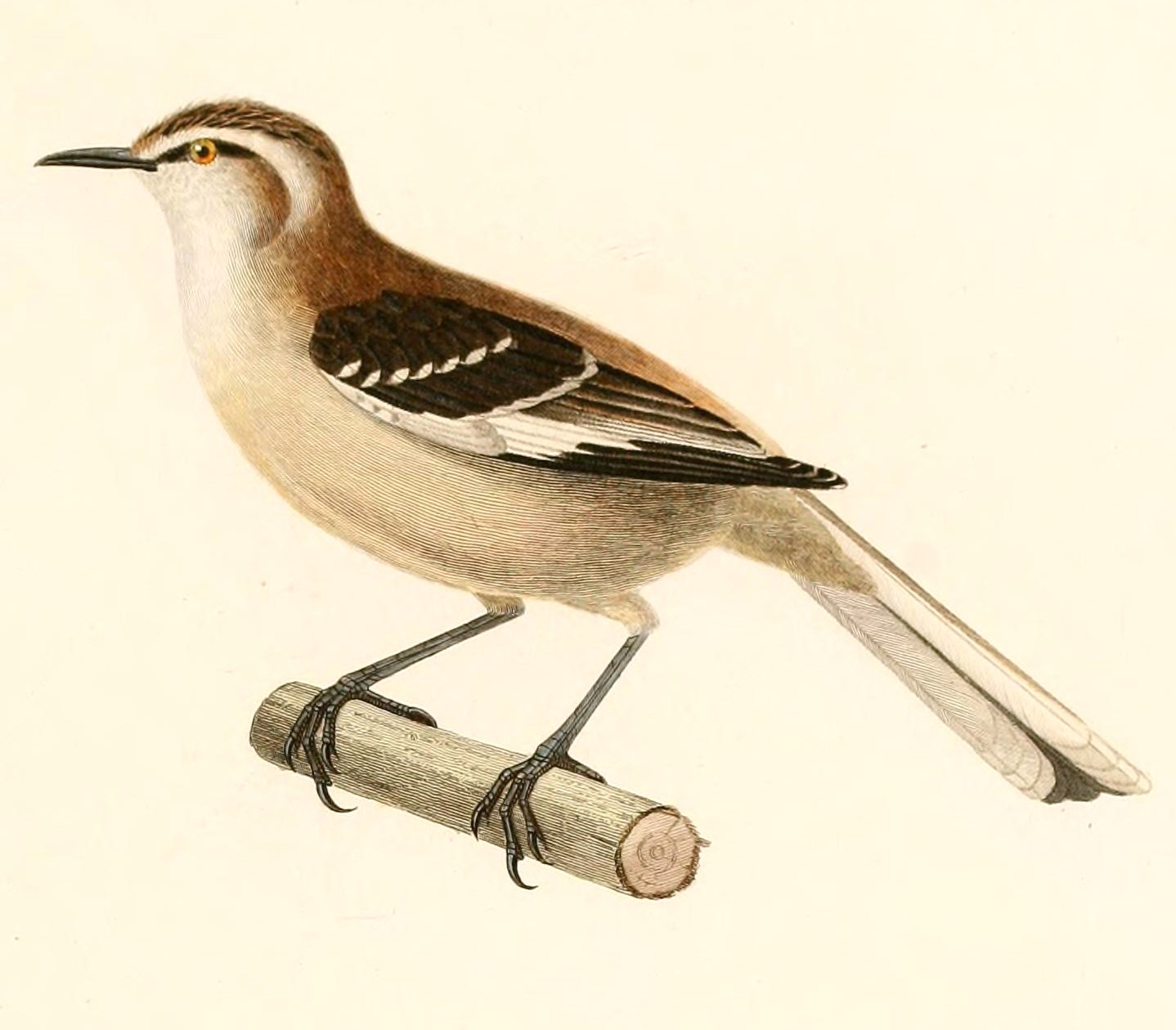
Braunrücken-Spottdrossel, Illustration

Die Braunrücken-Spottdrossel erreicht eine Körperlänge von etwa 24 Zentimetern. Die Färbung der Oberseite bewegt sich zwischen gräulich rotbraun bis gräulich kastanienbraun. Die Flügel haben zwei nahe zusammen liegende weiße Striche und einen großen weißen Flecken an den großen Handdecken sowie der Basis der Handschwingen. Die Schirmfedern sind schwarz umrahmt und ähnlich wie die Armschwingen weiß gesprenkelt. Der Bürzel ist blass rotbraun. Der schwärzliche Schwanz weist an den inneren Steuerfedern dunkelfarbig Ränder auf, während die äußeren vier Steuerfedern weiß sind. Über dem Auge findet sich ein braungelber bis weißlicher Überaugenstreif. Zügel und Wangen sind schwärzlich. Das Gefieder der Unterseite ist weißlich gefärbt. Die Oberseite verändert sich bei sehr alten Vögel in ein dunkles Graubraun mit undeutlichen dunklen Strichen. Die weißen Flecken an den Flügeln verschwinden im Alter. Juvenile sind an der Brust dunkelbraun gesprenkelt. Ein ausgeprägter Geschlechtsdimorphismus existiert bei dieser Art nicht.

## Verbreitung und Lebensraum

Verbreitungsgebiet der Braunrücken-Spottdrossel (grün)

Sie bewegen sich in halbtrockenen Regionen mit buschigen Hängen, von Kaktus geprägten Landschaften mit vereinzelten Agaven sowie agrarwirtschaftlich genutztem Land mit Hecken in Höhen zwischen 1700 und 4200 Metern. Das Verbreitungsgebiet erstreckt sich von den bolivianischen Departamentos La Paz und Cochabamba bis in die Provinz Tucumán im Nordwesten Argentiniens. Weitere Beobachtungen gab es nahe Putre in der chilenischen Región de Arica y Parinacota.

## Verhalten
Normalerweise sieht man Braunrücken-Spottdrosseln allein, in Paaren oder kleinen Familiengruppen. Sie suchen mit aufgestelltem Schwanz am Boden nach Futter. Während ihrer Balz fliegen sie hoch und spreizen ihre Flügel und den Schwanz. Sonst ist das Verhalten ähnlich wie bei anderen Spottdrossel, insbesondere den Weißbinden-Spottdrosseln. (Mimus triurus). Ihr Gesang variiert, klingt aber meist ein wie ein hartes Terett, Terett, Tett, Tett...

## Forschungsgeschichte und Etymologie
Die Erstbeschreibung der Braunrücken-Spottdrossel erfolgte 1837 durch Alcide Dessalines d’Orbigny und Frédéric de Lafresnaye unter dem wissenschaftlichen Namen Orpheus dorsalis. Erst später wurde der Vogel in die Gattung Mimus gestellt. Das Wort Mimus (= nachmachen, imitieren) stammt aus dem Lateinischen. Das Artepitheton dorsalis leitet sich von dem lateinischen Wort dorsum (= der Rücken) ab.